# Estación depuradora de aguas residuales Monte Orgegia
La estación depuradora de aguas residuales Monte Orgegia (o EDAR Monte Orgegia) es una de las tres plantas depuradoras situadas en el municipio español de Alicante. Se encuentra situada en el Monte Orgegia, junto a su parque forestal, en el barrio de Juan XXIII.
La EDAR Monte Orgegia da servicio a la zona norte y las playas de Alicante, Villafranqueza y parte de los municipios de El Campello, San Juan de Alicante y Muchamiel. Tiene una capacidad para depurar 60 000 m³ de agua al día, con una potencia total instalada de 2106 kW. El tratamiento del agua se realiza por fangos activos y digestión anaerobia y cuenta con dos líneas de tratamiento. La empresa encargada de su explotación es Aguas de Alicante.